# Постачання ракет та боєприпасів в Україну під час російського вторгнення
У таблицях позначена техніка згідно інформації яка є у відкритих джерелах під час російського вторгнення в Україну.
Станом на червень 2024 року, в Україну відбулося або триває постачання такої кількості захисного та гуманітарного обладнання (мінімальна оцінка):

## Загальна кількість боєприпасів
| тип                                             | к-ть       |
| ----------------------------------------------- | ---------- |
| 155-мм артилерійський постріл                   | 2174700+   |
| 105-мм артилерійський постріл                   | 500000+    |
|                                                 |            |
| 155-мм артилерійський постріл оснащений мінами  | 14000+     |
| 155-мм високоточний артилерійський постріл      | 7225+      |
|                                                 |            |
| 203-мм артилерійський постріл                   | 10000+     |
| 152-мм артилерійський постріл                   | 54000+     |
| 122-мм постріли до РСЗВ                         | 134100+    |
| 122-мм артилерійський постріл                   | 40000+     |
| 120-мм артилерійський постріл                   | 12000+     |
| артилерійський постріл не встановленого калібру | 138700+    |
|                                                 |            |
| мінометний постріл (в тому числі 120-мм)        | 405000+    |
| гранатометний постріл                           | 403500+    |
|                                                 |            |
| 125-мм постріл до танків                        | 100000+    |
| 120-мм постріл до танків                        | 20000+     |
| 25-мм набої до M2 Bradley                       | 1800000    |
|                                                 |            |
| набої до зенітної зброї                         | 532000+    |
| набої для стрілецької зброї                     | 228870000+ |

## Українське виробництво

### Ракети
9 березня 2023 року стало відомо про випробування ракети «Вільха-М», йдеться про мінімум чотири модифікації з дальністю до 200 км. І вагою бойової частини від 170 кг. 4 грудня стало відомо що Український оборонно-промисловий комплекс працює над далекобійною версією комплексу «Нептун». У серпні 2024 року стало відомо що Румунія планує спільно з Україною розробляти протикорабельні ракети «Нептун».
27 серпня 2024 року президентом Володимиром Зеленським було оголошено що Україна створила свою першу балістичну ракету. 6 вересня стало відомо що США спільно з Україною працюють над розробкою «заміни» радянським зенітним системам С-300 та авіаційним ракетам Р-27. 2 листопада було оголошено що Бельгійська компанія Thales Belgium допоможе Україні у спільному виробництві ракет для протидії безпілотникам. 22 листопада міністр оборони Швеції Пол Йонсон на зустрічі з главою Міноборони України Рустемом Умєровим заявив що Швеція виділить значні кошти для виготовлення українських далекобійних ракет. Згідно інформації, опублікованої у The Economist 23 грудня, Україна працює над розробкою нової ракети під назвою «Трембіта», здатної досягти Москви. Базова комплектація ракети передбачає швидкість 400 км/год і дальність польоту 200 км, а для досягнення Москви розробляється більша і потужніша модель.
28 лютого 2025 року стало відомо що норвезька оборонна компанія Kongsberg Defence & Aerospace, яка займається випуском боєприпасів для систем ППО NASAMS, планує створити спільне виробництво в Україні. 2 березня Україна та Велика Британія оголосили про старт спільного проєкту, в рамках якого наша країна отримає зенітні ракети Lightweight Multirole Missile) та технології їх виробництва. 17 травня стало відомо що Бельгія підтримує запуск виробничих потужностей з виробництва 70-мм ракет в Україні у співпраці з українськими компаніями. 28 травня було оголошено що Німеччина планує профінансувати виробництво в Україні крилатих ракет з дальністю до 2500 км. 25 червня стало відомо що в Данії спільно з Україною вироблятимуть ракети. Також 25 червня стало відомо що в Україні створили модуль планування та управління під 500-кг керовану авіабомбу, з дальністю 60-80 км.
| походження і назва    | походження і назва    | тип                                      | к-ть | подробиці                                                                                           |
| --------------------- | --------------------- | ---------------------------------------- | ---- | --------------------------------------------------------------------------------------------------- |
| ракети до РК «Вільха» | ракети до РК «Вільха» | багатоцільова керована ракета            | —    | 02.03.23 стало відомо про модернізацію ракети «Вільха-М» для збільшення дальності польоту до 150 км |
| ракети до РК «Нептун» | ракети до РК «Нептун» | ракета класу поверхня/повітря — поверхня | —    | 02.05.24 стало відомо про розробку ракет до РК «Нептун» із збільшеною до 1000 км дальністю          |
| «Рута»                | «Рута»                | ракета                                   | —    | 10.12.24 стало відомо що в Україні проводять серію випробувань нової ракети «Рута»                  |

### Інші боєприпаси
Постачання від українських виробників
- 04.11.22 стало відомо що ДК «Укроборонпром» налагодив виробництво пострілів калібру 122-мм і 152-мм та 120-мм мін своїми силами і силами підприємств, які входять до його складу[46].
- 11.01.23 стало відомо що ДК «Укроборонпром» розгорнув виробництво осколкових 82-мм мін за кордоном[47].
- 07.02.23 стало відомо що українські артилеристи використовують трофейні снаряди «Краснополь» за допомогою вітчизняної системи управління КАУ «Оболонь-А»[48].
- 14.03.23 стало відомо що ДК «Укроборонпром» розпочав виробництво 125-мм набоїв для танкової гармати — другий боєприпас, виробництво якого налагоджено у тісному партнерстві з країною НАТО[49].
- 02.04.23 завод Маяк презентував перші боєприпаси до БпЛА[50].
- 05.04.23 стало відомо про відновлення виробництва 60-мм мінометних пострілів[17].
- 15.05.23 стало відомо що ДК «Укроборонпром» розгорнув виробництво обсягом у десятки тисяч боєприпасів  щомісяця (радянських калібрів: 82, 120, 122, 125 та 152 мм)[51].
- за підсумком 2023 року Україна в 42 рази збільшила виробництво мінометних мін[52].
- 12.09.24 була оприлюднена інформація про те що український оборонно-промисловий комплекс запустив виробництво патронів калібру 5,45×39 та 5,56×45 мм[53].
- 14.09.24 стало відомо що Україна розпочала виробляти снаряди калібру 155-мм[54].
- 26.10.24 гендиректор Rheinmetall Армін Паппергер заявив що в Україні будуються чотири заводи з виробництва зброї[55].

У кооперації з закордонними потужностями
- 22.03.23 стало відомо що ДК «Укроборонпром» відвантажив партію 122-мм боєприпасів військовим[56].
- 06.04.23 стало відомо що Україна та Польща домовилися про спільне виробництво 125-мм снарядів для танків[57].
- 22.08.23 стало відомо що «Українська Бронетехніка» налагодила виробництво 120-мм мінометних пострілів спільно з двома країнами НАТО[58].
- 23.08.24 була оприлюднена інформація про те що Україна вироблятиме норвезькі артилерійські снаряди[59].
- 07.09.24 стало відомо що американська компанія D&M Holding Company відкрила на території України завод з виробництва боєприпасів[60].
- 02.10.24 «Українська бронетехніка» підписала угоду з Czechoslovak Group з виробництва 155-мм снарядів[61].
- 07.10.24 українська компанія підписала угоду з європейським партнером щодо збільшення виробництва снарядів 155-мм калібру, яке буде відбуватися на території Словаччини[62].
- 17.10.24 було оголошено що українська компанія збудує завод вибухових речовин у Литві[63].
- 22.03.25 року в Україні було налагоджено виробництво боєприпасів до стрілецької зброї за чеською ліцензією.[64]

| походження і назва            | тип                           | к-ть   | подробиці |
| ----------------------------- | ----------------------------- | ------ | --- |
| UB-75HE                       | некерована авіабомба          | —      | 12.05.22 помічено в українських військових                                                                   |
| 122-мм артилерійський постріл | 122-мм артилерійський постріл | —      | про налагодження виробництва стало відомо 04.12.22                                                           |
| 152-мм артилерійський постріл | 152-мм артилерійський постріл | —      | про налагодження виробництва стало відомо 04.12.22                                                           |
| ОФ-25Т                        | 152-мм артилерійський постріл | —      | 01.01.23 помічено в Україні                                                                                  |
| 82-мм мінометний постріл      | 82-мм мінометний постріл      | —      | 13.01.23 стало відомо про постачання                                                                         |
| О-832ДУ                       | 82-мм мінометний постріл      | —      | 01.02.23 помічено в українських військових                                                                   |
| ОБП-23.1                      | боєприпас для скидів з БпЛА   | —      | 02.04.23 стало відомо про початок виробництва боєприпасів                                                    |
| ОБП-23.0.5                    | боєприпас для скидів з БпЛА   | —      | 02.04.23 стало відомо про початок виробництва боєприпасів                                                    |
| 60-мм мінометний постріл      | 60-мм мінометний постріл      | —      | 05.04.23 стало відомо про постачання                                                                         |
| ОФ-843Б                       | 120-мм мінометний постріл     | —      | 15.04.23 стало відомо про постачання                                                                         |
| 155-мм артилерійський постріл | 155-мм артилерійський постріл | 350000 | 06.03.24 стало відомо про закупівлю понад 350 тисяч артилерійських снарядів у оборонної промисловості Європи |
| БК-3ОФ                        | боєприпас для скидів з БпЛА   | —      | 03.08.24 стало відомо про використання нового боєприпасу                                                     |
| плануюча авіабомба            | плануюча авіабомба            | —      | 06.09.24 стало відомо що на Су-24М випробовують українську плануючу авіабомбу                                |
| M107                          | 155-мм артилерійський постріл | —      | 24.01.25 було помічено у користуванні українськими військовими                                               |
| ОФ-24                         | 122-мм артилерійський постріл | —      | 07.03.25 помічено в Україні                                                                                  |
| ОФ-462                        | 122-мм артилерійський постріл | —      | 07.03.25 помічено в Україні                                                                                  |

## Постачання з-за кордону

### Ракети
Станом на кінець лютого 2025 року відомо про постачання Німеччиною 658 ракет до IRIS-T/SL та 328 ракет до MIM-104 Patriot.
| походження і назва | походження і назва           | походження і назва           | тип                                                   | к-ть   | подробиці |
| ------------------ | ---------------------------- | ---------------------------- | ----------------------------------------------------- | ------ | --- |
| Велика Британія    | LMM Martlet                  | LMM Martlet                  | багатоцільова керована ракета                         | —      | 10.04.22 вперше помічено в Україні |
| Велика Британія    | Brimstone 1                  | Brimstone 1                  | ракета класу поверхня/повітря — поверхня              | —      | 27.04.22 зʼявилася інформація про передачу Україні ракет                                                                                    |
| Польща             | Р-73                         | Р-73                         | керована ракета класу повітря — повітря               | 100    | 21.05.22 стало відомо про передачу |
| Данія              | AGM-84 Harpoon               | AGM-84 Harpoon               | ракети до Harpoon                                     | —      | 23.05.22 стало відомо про постачання Данією ракет                                                                                           |
| Швеція             | Robot 17                     | Robot 17                     | протикорабельна ракета                                | —      | 02.06.22 була оприлюднена інформація про постачання Швецією ракет                                                                           |
| Норвегія           | AGM-114 Hellfire             | AGM-114 Hellfire             | керована протитанкова ракета класу поверхня — повітря | 160    | 08.09.22 стало відомо про постачання Норвегією ракет                                                                                        |
| Велика Британія    | M31                          | M31                          | GMLRS ракета                                          | —      | про попередні постачання ракет до GMLRS було озвучено 20.09.22                                                                              |
| Велика Британія    | AIM-120 AMRAAM               | AIM-120 AMRAAM               | ракета до NASAMS                                      | —      | 13.10.22 стало відомо про постачання |
| Велика Британія    | Storm Shadow                 | Storm Shadow                 | авіаційна крилата ракета класу поверхня — повітря     | —      | 02.11.22 зʼявилася інформацій про можливість постачання, 11.05.23 в Україні                                                                 |
| Велика Британія    | зенітна ракета               | зенітна ракета               | зенітна ракета                                        | 1000   | 09.11.22 стало відомо про завершення постачання 1000 зенітних ракет для ЗСУ                                                                 |
| Туреччина          | Roketsan TLRG-230            | Roketsan TLRG-230            | GMLRS ракета                                          | —      | 21.11.22 стало відомо про постачання |
| Велика Британія    | Brimstone 2                  | Brimstone 2                  | ракета класу поверхня/повітря — поверхня              | —      | 21.11.22 стало відомо про постачання |
| Велика Британія    | ракета                       | ракета                       | ракета                                                | 100    | 16.01.23 стало відомо про постачання |
| Велика Британія    | Brimstone                    | Brimstone                    | ракета класу поверхня/повітря — поверхня              | 600    | 19.01.23 стало відомо про постачання |
| США                | MGM-140 ATACMS               | MGM-140 ATACMS               | оперативно-тактичний ракетний комплекс                | —      | 23.01.23 стало відомо про можливість постачання, весною 2024 року оприлюднена інформація про їх використання ЗСУ                            |
| Бельгія            | AIM-120 AMRAAM               | AIM-120 AMRAAM               | ракета до NASAMS                                      | —      | 26.01.23 стало відомо про постачання |
| Нідерланди         | AIM-120 AMRAAM               | AIM-120 AMRAAM               | ракета до NASAMS                                      | —      | у переліку допомоги від Нідерландів, станом на 15.02.2023                                                                                   |
| США                | протитанкова ракета          | протитанкова ракета          | протитанкова ракета                                   | 2000   | 20.02.23 стало відомо про постачання |
| Іспанія            | AGM-84 Harpoon               | AGM-84 Harpoon               | ракети до Harpoon                                     | 5      | 26.02.23 стало відомо про постачання |
| Німеччина          | GMLRS ракета до MARS II      | GMLRS ракета до MARS II      | GMLRS ракета до MARS II                               | —      | у загальному переліку постачання опублікованому 03.03.23                                                                                    |
| Німеччина          | ракета до IRIS-T SLM         | ракета до IRIS-T SLM         | ракета до IRIS-T SLM                                  | —      | у загальному переліку постачання опублікованому 03.03.23                                                                                    |
| —                  | S-8 OF                       | S-8 OF                       | 81-мм некерована гелікоптерна ракета                  | —      | 23.03.23 помічено в Україні |
| Йорданія           | ракети до 9К33 «Оса»         | ракети до 9К33 «Оса»         | ракети до 9К33 «Оса»                                  | —      | 22.04.23 помічено в Україні |
| Велика Британія    | ракети дальнього радіуса дії | ракети дальнього радіуса дії | ракети дальнього радіуса дії                          | —      | 09.05.23 стало відомо про плани постачання таких ракет до України                                                                           |
| Чехія              | ракети до 2К12 «Куб»         | ракети до 2К12 «Куб»         | ракети до 2К12 «Куб»                                  | —      | 10.05.23 стало відомо про постачання |
| США                | ADM-160 MALD                 | ADM-160 MALD                 | ракета-приманка                                       | —      | 13.05.23 помічено в Україні |
| Німеччина          | Taurus KEPD 350              | Taurus KEPD 350              | крилата ракета повітряного базування                  | —      | 23.05.23 стало відомо про можливість постачання                                                                                             |
| Канада             | AIM-9 Sidewinder             | AIM-9 Sidewinder             | авіаційна ракета класу поверхня/повітря — поверхня    | —      | 26.05.23 стало відомо про постачання |
| Німеччина          | ракета до MIM-104 Patriot    | ракета до MIM-104 Patriot    | ракета до MIM-104 Patriot                             | 64     | 16.06.23 стало відомо про постачання |
| США                | Hydra 70                     | Hydra 70                     | 70-мм некерована авіаційна ракета                     | 7000   | у загальному переліку військової допомоги від США опублікованому 27.06.23                                                                   |
| США                | Zuni                         | Zuni                         | авіаційна ракета                                      | 6000   | у загальному переліку військової допомоги від США опублікованому 27.06.23                                                                   |
| США                | BGM-71F                      | BGM-71F                      | ракета до BGM-71 TOW                                  | 4000   | у загальному переліку військової допомоги від США опублікованому 27.06.23                                                                   |
| США                | BGM-71H-1-RF                 |                              | ракета до BGM-71 TOW                                  | 4000   | у загальному переліку військової допомоги від США опублікованому 27.06.23                                                                   |
| США                | RIM-7 Sea Sparrow            | RIM-7 Sea Sparrow            | корабельна зенітна і протиракетна система             | —      | у загальному переліку військової допомоги від США опублікованому 27.06.23                                                                   |
| США                | AGM-88 HARM                  | AGM-88 HARM                  | високошвидкісна протирадіолокаційна ракета            | —      | у загальному переліку військової допомоги від США опублікованому 27.06.23                                                                   |
| США                | APKWS                        | APKWS                        | 70-мм ракета з лазерним наведенням                    | —      | у загальному переліку військової допомоги від США опублікованому 27.06.23                                                                   |
| США                | AGM-84 Harpoon               | AGM-84 Harpoon               | ракети до Harpoon                                     | —      | у загальному переліку військової допомоги від США опублікованому 27.06.23                                                                   |
| США                | ракета до NASAMS             | ракета до NASAMS             | ракета до NASAMS                                      | —      | у загальному переліку військової допомоги від США опублікованому 27.06.23                                                                   |
| США                | ракета до MIM-23 Hawk        | ракета до MIM-23 Hawk        | ракета до MIM-23 Hawk                                 | —      | у загальному переліку військової допомоги від США опублікованому 27.06.23                                                                   |
| США                | M30/M31                      | M30A1                        | GMLRS ракета до M142 HIMARS/MRLS M270                 | —      | у загальному переліку військової допомоги від США опублікованому 27.06.23                                                                   |
| США                | M30/M31                      | M31A1                        | GMLRS ракета до M142 HIMARS/MRLS M270                 | —      | у загальному переліку військової допомоги від США опублікованому 27.06.23                                                                   |
| США                | M30/M31                      | M31A2                        | GMLRS ракета до M142 HIMARS/MRLS M270                 | —      | у загальному переліку військової допомоги від США опублікованому 27.06.23                                                                   |
| Франція            | SCALP EG                     | SCALP EG                     | крилата ракета                                        | —      | 11.07.23 стало відомо про постачання |
| Велика Британія    | ASRAAM                       | ASRAAM                       | авіаційна ракета класу поверхня/повітря — поверхня    | —      | 05.08.23 стало відомо про постачання |
| Європейський Союз  | ракета                       | ракета                       | ракета                                                | 2300   | в рамках плану з надання Україні мільйона артилерійських снарядів впродовж 2023 року                                                        |
| Болгарія           | ARS-8KOM                     | ARS-8KOM                     | 80-мм некерована авіаційна ракета                     | —      | у загальному переліку військової допомоги від Болгарії опублікованому 13.08.23                                                              |
| США                | AGM-158 JASSM                | AGM-158 JASSM                | крилата ракета                                        | —      | 21.08.23 стало відомо про можливість постачання                                                                                             |
| Норвегія           | ракета до IRIS-T SLM         | ракета до IRIS-T SLM         | ракета до IRIS-T SLM                                  | —      | 24.08.23 стало відомо про постачання |
| Болгарія           | 5В55Р(К)                     | 5В55Р(К)                     | ракета до С-300                                       | —      | 26.09.23 стало відомо що Болгарія віддасть Україні несправні ракети 5В55Р(К), які сама вона не в змозі полагодити                           |
| США                | AIM-9 Sidewinder             | AIM-9 Sidewinder             | авіаційна ракета класу поверхня/повітря — поверхня    | —      | 11.10.23 стало відомо про подробиці постачання                                                                                              |
| Нідерланди         | ракета до MIM-104 Patriot    | ракета до MIM-104 Patriot    | ракета до MIM-104 Patriot                             | —      | 14.10.23 стало відомо про постачання |
| США                | M1A3                         | M1A3                         | торпеда                                               | —      | 28.11.23 помічено в українських військових                                                                                                  |
| Велика Британія    | ракета до ППО                | ракета до ППО                | ракета до ППО                                         | —      | 29.12.23 стало відомо що Велика Британія відпраавляє Україні сотні ракет для посилення систем протиповітряної оборони                       |
| Франція            | SCALP EG                     | SCALP EG                     | крилата ракета                                        | 40     | 16.01.24 стало відомо про постачання |
| Канада             | CRV7                         | CRV7                         | 70-мм некерована авіаційна ракета                     | 2000   | 01.02.24 начальник ГУР МО повідомив, що Україна попросила Канаду передати некеровані авіаційні ракети CRV7                                  |
| Велика Британія    | Brimstone                    | Brimstone                    | ракета класу поверхня/повітря — поверхня              | 200    | 22.02.24 стало відомо про постачання |
| Франція            | Aster 30                     | Aster 30                     | ракета класу поверхня — повітря                       | —      | 31.03.24 міністр оборони Франції Себастьян Лекорню повідомив про новий пакет військової допомоги, до якого ввійдуть ракети Aster            |
| Бельгія            | ракета до засобів ППО        | ракета до засобів ППО        | ракета до засобів ППО                                 | —      | 26.04.24 стало відомо про плани постачання ракет                                                                                            |
| Іспанія            | ракета до MIM-104 Patriot    | ракета до MIM-104 Patriot    | ракета до MIM-104 Patriot                             | —      | 27.04.24 стало відомо про постачання |
| Велика Британія    | ракета                       | ракета                       | ракета                                                | 0/1600 | у новому пакеті допомоги, оголошеному 11.05.24                                                                                              |
| Велика Британія    | ракета до засобів ППО        | ракета до засобів ППО        | ракета до засобів ППО                                 | 100    | 19.05.24 стало відомо про постачання |
| Німеччина          | ракета до MIM-104 Patriot    | ракета до MIM-104 Patriot    | ракета до MIM-104 Patriot                             | 100    | 11.06.24 стало відомо що Україна отримає від Німеччини і союзників 100 ракет-перехоплювачів до системи Patriot                              |
| Італія             | Storm Shadow                 | Storm Shadow                 | авіаційна крилата ракета класу поверхня — повітря     | —      | 18.06.24 стало відомо про постачання |
| Іспанія            | ракета до MIM-104 Patriot    | ракета до MIM-104 Patriot    | ракета до MIM-104 Patriot                             | —      | 25.06.24 стало відомо про постачання |
| Велика Британія    | Brimstone                    | Brimstone                    | ракета класу поверхня/повітря — поверхня              | 90     | 07.07.24 стало відомо про новий пакет військової допомоги від Великобританії                                                                |
| США                | AGM-158 JASSM                | AGM-158 JASSM                | крилата ракета повітряного базування                  | —      | 03.09.24 стало відомо про плани постачання                                                                                                  |
| Велика Британія    | LMM                          | LMM                          | багатоцільова ракета                                  | 650    | 06.09.24 Британія оголосила про надання Україні 650 ракет LMM для посилення ППО                                                             |
| США                | AIM-9X Block II              | AIM-9X Block II              | керована ракета класу повітря — повітря               | —      | 11.10.24 Українські Повітряні Сили вже почали застосовувати нові авіаційні ракети AIM-9X Block II                                           |
| Німеччина          | ракета до ЗРК FrankenSAM     | ракета до ЗРК FrankenSAM     | ракета до ЗРК FrankenSAM                              | —      | 17.10.24 уряд Німеччини оголосив про новий пакет військової допомоги для України який містить зенітні ракети для українських ЗРК FrankenSAM |
| США                | BGM-109 Tomahawk             | BGM-109 Tomahawk             | крилата ракета великої дальності                      | —      | 29.10.24 стало відомо що Зеленський вперше просив ракети Tomahawk Україні                                                                   |
| Естонія            | Frankenburg Technology       | Frankenburg Technology       | протидронова ракета                                   | —      | 08.11.24 стало відомо що Україна випробує естонські ракети для збиття дронів до кінця 2024 року                                             |
| США                | ракета до MIM-104 Patriot    | ракета до MIM-104 Patriot    | ракета до MIM-104 Patriot                             | 500    | 09.11.24 було оголошено що США підготували для України 500 ракет до NASAMS та Patriot                                                       |
| США                | ракета до NASAMS             |                              |                                                       | 500    | 09.11.24 було оголошено що США підготували для України 500 ракет до NASAMS та Patriot                                                       |
| США                | AGM-88E                      | AGM-88E                      | авіаційна крилата ракета класу поверхня — повітря     | —      | 09.11.24 були оприлюдені подробиці постачання ракет AGM-88E Advanced Anti-Radiation Guided Missiles від США                                 |
| Франція            | SCALP EG                     | SCALP EG                     | крилата ракета                                        | —      | 10.11.24 стало відомо що Франція відправить в Україну додаткову партію ракет SCALP і ракети Mistral для ППО                                 |
| Франція            | ракета до Mistral            | ракета до Mistral            | ракета до Mistral                                     | —      | 10.11.24 стало відомо що Франція відправить в Україну додаткову партію ракет SCALP і ракети Mistral для ППО                                 |
| Греція             | ракета до ЗРК FrankenSAM     | ракета до ЗРК FrankenSAM     | ракета до ЗРК FrankenSAM                              | 24     | 28.12.24 стало відомо що Греція відправить Україні 24 ракети для FrankenSAM                                                                 |
| Німеччина          | ракета до IRIS-T             | ракета до IRIS-T             | ракета до IRIS-T                                      | 50     | 09.01.25 стало відомо що Німеччина передасть Україні 50 ракет до IRIS-T                                                                     |
| США                | ERAM                         | ERAM                         | ракето-бомба                                          | —      | 23.01.25 стало відомо що у США працюють над створенням для ЗСУ ракето-бомби                                                                 |
| Швеція             | протитанкова ракета          | протитанкова ракета          | протитанкова ракета                                   | 1500   | 30.01.25 стало відомо про постачання |
| Німеччина          | ракета до IRIS-T             | ракета до IRIS-T             | ракета до IRIS-T                                      | 100    | 13.02.25 була оголошена передача Німеччино. близько 100 ракет до IRIS-T                                                                     |
| Велика Британія    | LMM Martlet                  | LMM Martlet                  | багатоцільова керована ракета                         | 5000   | 02.03.25 Велика Британія оголосила про постачання 5 тисяч зенітних ракет                                                                    |
| Велика Британія    | ракета до ЗРК Raven          | ракета до ЗРК Raven          | ракета до ЗРК Raven                                   | 350    | 25.06.25 стало відомо про постачання |

### Бомби
| походження і назва | походження і назва | тип                                 | к-ть | подробиці |
| ------------------ | ------------------ | ----------------------------------- | ---- | --- |
| Туреччина          | MAM-C              | високоточна малогабаритна авіабомба | —    | 14.06.22 стало відомо про постачання                                                                          |
| Туреччина          | MAM-L              | високоточна малогабаритна авіабомба | —    | 14.06.22 стало відомо про постачання                                                                          |
| Туреччина          | MAM-T              | високоточна малогабаритна авіабомба | —    | 14.06.22 стало відомо про постачання                                                                          |
| Азербайджан        | QFAB-250 LG        | керована авіабомба                  | 32   | 31.07.22 стало відомо про передачу Азербайджаном авіабомб                                                     |
| Судан              | BK-3 «Burkan»      | керована крилата авіаційна бомби    | —    | у серпні 2022 прийнята на озброєння Україною                                                                  |
| США                | GBU-39             | бомба наземного запуску             | —    | 28.11.22 стало відомо про можливість передачі, використовується у 2024 році                                   |
| США                | JDAM               | керована авіабомба                  | —    | 22.02.23 стало відомо про постачання, 06.03.23 стало відомо про використовування на полі бою                  |
| Франція            | AASM Hammer        | керована авіабомба                  | —    | 16.01.24 стало відомо про постачання сотень бомб                                                              |
| Велика Британія    | Paveway IV         | авіабомба з лазерним наведенням     | —    | 24.04.24 стало відомо про плани постачання керованих авіабомб з лазерним наведенням                           |
| США                | AGM-154 JSOW       | керована авіабомба                  | —    | 26.09.24 стало відомо що США передають Україні далекобійні бомби JSOW                                         |
| Австралія          | JDAM-ER            | керована авіабомба                  | —    | 02.11.24 Австралія передала Україні плануючі авіабомби JDAM-ER                                                |
| Франція            | AASM               | керована авіабомба                  | 600  | 12.11.24 стало відомо що до кінця 2024 року Франція доставить в Україну 600 високоточних авіаційних бомб AASM |

### Боєприпаси
Постачання з-за кордону
- 11.01.23 стало відомо що Туреччина постачає Україні касетні боєприпаси[165].
- 18.01.23 стало відомо що США передають Україні артилерійські боєприпаси з баз зберігання в Ізраїлі та Південній Кореї[166].
- 24.01.23 стало відомо що Пентагон вшестеро збільшить виробництво 155-мм артилерійських пострілів для України, їх виробництво зросте до 90 000 на місяць протягом двох років[167].
- 28.01.23 стало відомо що Rheinmetall значно збільшить виробництво 120-мм танкових и 155-мм артилерійських пострілів, а также може розпочати виробництво ракет до M142 HIMARS[168].
- 30.01.23 стало відомо що Австралія та Франція вироблятимуть снаряди 155-мм для України[169].
- 15.02.23 стало відомо що у США оголосили про укладання контрактів на 522 мільйони доларів з двома компаніями на виробництво артилерійських боєприпасів для України[170].
- 26.02.23 стало відомо що Болгарія відвлює виробництво 122-мм снарядів для ЗСУ[171].
- 15.03.23 стало відомо що Словаччина планує подвоїти виробництво боєприпасів[172].
- 20.03.23 було анонсовано що Країни ЄС у понеділок підпишуть угоду про закупівлі снарядів для України[173].
- 28.03.23 стало відомо що Франція подвоїть кількість 155-мм боєприпасів, які постачає до України[174].
- 02.04.23 стало відомо що Словаччина веде переговори з Україною щодо спільного виробництва 155-мм та 152-мм боєприпасів[175].
- 03.11.23 стало відомо що Нідерланди нададуть Україні новий пакет військової допомоги, який включає артилерійські і танкові боєприпаси вартістю у 500 мільйонів євро[176].
- 05.12.23 стало відомо що Фінляндія почне виробляти артилерійські снаряди для України[177].
- 05.12.23 стало відомо що Азербайджан, ймовірно, виготовляє 122-мм снаряди для України[178].
- 30.05.24 було оголошено що Пентагон відкриває завод із виробництва боєприпасів для України[179].

#### Артилерійські боєприпаси
Також подано інформацію про боєприпаси до гранатометів, РПГ, бойових модулів бронетехніки.
| походження і назва | походження і назва | тип | к-ть | к-ть | подробиці |
| ------------------ | --- | --- | --- | --- | --- |
| Польща             | ПГ-9 | граната до СПГ-9 | — | — | згідно оприлюдненої інформації про постачання з Польщі у лютому 2022                                                                                            |
| Польща             | — | 122-мм артилерійський постріл | 1770 | 1770 | згідно оприлюдненої інформації про постачання з Польщі у лютому 2022                                                                                            |
| Польща             | — | 155-мм артилерійський постріл | 1770 | 1770 | згідно оприлюдненої інформації про постачання з Польщі у лютому 2022                                                                                            |
| Словаччина         | — | 120-мм артилерійський постріл | 12000 | 12000 | 26.02.22 стало відомо про постачання боєприпасів з Словаччини                                                                                                   |
| Канада             | M982 Excalibur | 155-мм керований постріл збільшеної дальності | — | — | 23.04.22 стало відомо про постачання цих боєприпасів |
| Австралія          | — | 155-мм артилерійський постріл | — | — | 27.04.22 стало відомо про постачання |
| Канада             | — | 155-мм артилерійський постріл | 20000 | 20000 | про постачання було оголошено 25.05.22 |
| Греція             | — | 155-мм артилерійський постріл | 17000 | 17000 | 06.06.22 стало відомо про постачання боєприпасів з Греції |
| Словаччина         | OFd MKM | 155-мм артилерійський постріл | — | — | 24.07.22 помічено в Україні |
| Румунія            | HE-FRAG | 122-мм артилерійський постріл | — | — | 07.08.22 помічено в Україні |
| США                | — | 84-мм постріл до гранатометів Carl Gustaf | 2000 | 2000 | 20.08.22 стало відомо про передачу |
| Пакистан           | HOW HE-D30 | 122-мм артилерійський постріл | — | — | 31.08.22 помічено в Україні |
| Іспанія            | — | 155-мм артилерійський постріл | — | — | 07.09.22 стало відомо що Іспанія направила 5 літаків зі 155-мм пострілами для України                                                                           |
| Іспанія            | M107 | 155-мм артилерійський постріл | — | — | помічено в Україні 10.09.22 |
| Іспанія            | M795 | 155-мм артилерійський постріл | — | — | помічено в Україні 10.09.22 |
| Хорватія           | OF-482M HE | 130-мм артилерійський постріл | — | — | 19.09.22 помічено в українських військових |
| Словаччина         | HE ER FB | 155-мм артилерійський постріл підвищеної дальності | — | — | 25.09.22 помічено в Україні |
| Пакистан           | LIU-4 | 122-мм артилерійський постріл | — | — | 20.10.22 помічено в Україні |
| Німеччина          | — | 40-мм гранатометний постріл | 186000 | 186000 | постачання у складі пакету військової допомоги про який стало відомо 27.10.22                                                                                   |
| Румунія            | 9M22U-S | 122-мм набої до РСЗВ БМ-21 «Град» | — | — | помічено в Україні 28.10.22 |
| —                  | — | 122-мм артилерійський постріл | — | — | помічені в Україні 03.11.22 |
| Італія             | M107 | 155-мм артилерійський постріл | — | — | помічені в Україні 06.11.22 |
| Польща             | UO-365-KW | 85-мм осколково-фугасний артилерійський постріл | — | — | помічені в Україні 09.11.22 |
| Південна Корея     | — | 155-мм артилерійський постріл | 330000 | 330000 | 11.11.22 стало відомо що США закуплять перші 100 000 155-мм боєприпасів для України у Південної Кореї                                                           |
| Польща             | OF-462 | 122-мм артилерійський постріл | — | — | помічено в Україні 14.11.22 |
| Люксембург         | — | набої до РПГ-7 | 12500 | 12500 | у загальному переліку постачання опублікованому 02.12.22 |
| Люксембург         | — | 155-мм артилерійський постріл | 3200 | 3200 | у загальному переліку постачання опублікованому 02.12.22 |
| Люксембург         | — | 122-мм постріли до РСЗВ БМ-21 «Град» | 600 | 600 | у загальному переліку постачання опублікованому 02.12.22 |
| Литва              | — | 155-мм артилерійський постріл | — | — | про постачання стало відомо 05.12.22 |
| Пакистан           | M4A2 | 155-мм артилерійський постріл | — | — | 01.01.23 помічено в Україні |
| Франція            | 155 BONUS | 155-мм високоточний касетний артилерійський постріл                                                                                                   | — | — | 04.01.23 помічено в Україні |
| Пакистан           | — | 155-мм артилерійський постріл | — | — | 10.01.23 стало відомо про постачання 159-ти контейнерів із 155-мм пострілами і вибуховими пристроями                                                            |
| Нідерланди         | M1712A1 | 155-мм артилерійський постріл | — | — | 12.01.23 помічено в Україні |
| Польща             | — | 57-мм набої до С-60 | 70000 | 70000 | 19.01.23 стало відомо про постачання |
| СРСР               | 53-Г-620Ш | 203-мм артилерійський постріл | — | — | 28.01.23 помічено в Україні |
| Литва              | — | 40-мм набої до Bofors L70 | — | — | 11.02.23 стало відомо про постачання |
| Чорногорія         | — | 76-мм зенітний снаряд | 8000 | 8000 | 11.02.23 стало відомо про постачання |
| Чорногорія         | — | 57-мм зенітний снаряд | 759 | 759 | 11.02.23 стало відомо про постачання |
| Пакистан           | — | 122-мм постріли до РСЗВ БМ-21 «Град» | 10000 | 10000 | 12.02.23 стало відомо про постачання |
| Чехія              | — | інші боєприпаси | інші боєприпаси | 1500000 | у загальному переліку військової допомоги від Чехії опублікованому 22.02.23                                                                                     |
| Чехія              | — | некеровані ракети до РСЗВ | 60000 | 1500000 | у загальному переліку військової допомоги від Чехії опублікованому 22.02.23                                                                                     |
| Чехія              | — | 152-мм артилерійський постріл | 4006 | 1500000 | у загальному переліку військової допомоги від Чехії опублікованому 22.02.23                                                                                     |
| Сербія             | ER Grad 2000 | модернізовані 122-мм постріли до РСЗВ БМ-21 «Град» | 3500 | 3500 | 28.02.23 стало відомо про постачання |
| Пакистан           | P1A1 HE | 122-мм артилерійський постріл | — | — | 09.03.23 помічено в Україні |
| Литва              | — | 155-мм артилерійський постріл | — | — | 16.03.23 стало відомо про постачання |
| Пакистан           | Yarmuk HE-Frag | 122-мм постріли до РСЗВ БМ-21 «Град» | — | — | 25.03.23 помічено в Україні |
| США                | — | набої до гранатометів | 200000 | 200000 | 04.04.23 стало відомо про постачання |
| Югославія          | M63 | 128-мм постріли до РСЗВ RAK-SA-12 | — | — | 05.06.23 помічено в Україні (ймовірно поставлені Хорватією) |
| Португалія         | — | 105-мм артилерійський постріл | — | — | у загальному переліку військової допомоги від Португалії опублікованому 09.06.23                                                                                |
| Норвегія           | — | артилерійський постріл | 37000/46000 | 37000/46000 | 15.06.23 стало відомо про постачання |
| Норвегія           | Nammo NM28 | артилерійський постріл | 37000/46000 | 37000/46000 | 15.06.23 стало відомо про постачання |
| Данія              | — | артилерійський постріл | 37000/46000 | 37000/46000 | 15.06.23 стало відомо про постачання |
| Австралія          | — | 105-мм артилерійський постріл | — | — | 26.06.23 стало відомо про постачання |
| Румунія            | PG-7VM | набої до РПГ-7 | — | — | 26.06.23 помічено в Україні |
| Німеччина          | DM73 | підкаліберний боєприпас | — | — | 07.07.23 стало відомо про постачання |
| Північна Корея     | R-122 | 122-мм постріли до РСЗВ БМ-21 «Град» | — | — | 10.07.23 помічено в Україні (ймовірно поставлені як попередньо конфіскований вантаж)                                                                            |
| США                | M864 | 155-мм касетний боєприпас підвищеної дальності | 2000000+ | 2000000+ | у загальному переліку військової допомоги від США опублікованому 18.07.23                                                                                       |
| США                | — | 155-мм артилерійський постріл | 2000000+ | 2000000+ | у загальному переліку військової допомоги від США опублікованому 18.07.23                                                                                       |
| США                | M232A1 | 155-мм артилерійський постріл | 2000000+ | 2000000+ | у загальному переліку військової допомоги від США опублікованому 18.07.23                                                                                       |
| США                | M795 | 155-мм артилерійський постріл | 2000000+ | 2000000+ | у загальному переліку військової допомоги від США опублікованому 18.07.23                                                                                       |
| США                | M483A1 | 155-мм артилерійський постріл | 2000000+ | 2000000+ | у загальному переліку військової допомоги від США опублікованому 18.07.23                                                                                       |
| США                | — | 25-мм набої до M2 Bradley | 1800000 | 1800000 | у загальному переліку військової допомоги від США опублікованому 18.07.23                                                                                       |
| США                | — | 105-мм артилерійський постріл | 500000 | 500000 | у загальному переліку військової допомоги від США опублікованому 18.07.23                                                                                       |
| США                | M927 | 105-мм артилерійський постріл | 500000 | 500000 | у загальному переліку військової допомоги від США опублікованому 18.07.23                                                                                       |
| США                | M1 HE | 105-мм артилерійський постріл | 500000 | 500000 | у загальному переліку військової допомоги від США опублікованому 18.07.23                                                                                       |
| США                | — | 152-мм артилерійський постріл | 100000 | 100000 | у загальному переліку військової допомоги від США опублікованому 18.07.23                                                                                       |
| США                | — | 122-мм постріли до РСЗВ БМ-21 «Град» | 60000 | 60000 | у загальному переліку військової допомоги від США опублікованому 18.07.23                                                                                       |
| США                | — | 130-мм артилерійський постріл | 40000 | 40000 | у загальному переліку військової допомоги від США опублікованому 18.07.23                                                                                       |
| США                | — | 122-мм артилерійський постріл | 40000 | 40000 | у загальному переліку військової допомоги від США опублікованому 18.07.23                                                                                       |
| США                | — | 203-мм артилерійський постріл | 10000 | 10000 | у загальному переліку військової допомоги від США опублікованому 18.07.23                                                                                       |
| США                | M106 | 203-мм артилерійський постріл | 10000 | 10000 | у загальному переліку військової допомоги від США опублікованому 18.07.23                                                                                       |
| США                | M982 Excalibur | 155-мм керований постріл збільшеної дальності | 7000+ | 7000+ | у загальному переліку військової допомоги від США опублікованому 18.07.23                                                                                       |
| США                | RAAM | система дистанційного мінування | 14000 | 14000 | у загальному переліку військової допомоги від США опублікованому 18.07.23                                                                                       |
| Німеччина          | — | 40-мм набої | 107712 | 107712 | у загальному переліку постачання опублікованому 20.07.23 |
| Німеччина          | — | набої до протиповітряної зброї | 53000 | 53000 | у загальному переліку постачання опублікованому 20.07.23 |
| Німеччина          | — | 155-мм артилерійський постріл | 28535 | 28535 | у загальному переліку постачання опублікованому 20.07.23 |
| Німеччина          | DM702 | 155-мм артилерійський постріл | 28535 | 28535 | у загальному переліку постачання опублікованому 20.07.23 |
| Німеччина          | M1711A1 | 155-мм артилерійський постріл | 28535 | 28535 | у загальному переліку постачання опублікованому 20.07.23 |
| Німеччина          | DM121 | 155-мм артилерійський постріл | 28535 | 28535 | у загальному переліку постачання опублікованому 20.07.23 |
| Німеччина          | SMArt 155 | 155-мм високоточний касетний артилерійський постріл                                                                                                   | 28535 | 28535 | у загальному переліку постачання опублікованому 20.07.23 |
| Німеччина          | Vulcano | 155-мм високоточний артилерійський постріл | 28535 | 28535 | у загальному переліку постачання опублікованому 20.07.23 |
| Німеччина          | — | 155-мм димовий постріл | 3248 | 3248 | у загальному переліку постачання опублікованому 20.07.23 |
| Німеччина          | DM105 | 155-мм димовий постріл | 3248 | 3248 | у загальному переліку постачання опублікованому 20.07.23 |
| Німеччина          | — | 35-мм набої до Flakpanzer Gepard | 55000/355000 | 55000/355000 | у загальному переліку постачання опублікованому 20.07.23 |
| Німеччина          | — | тренувальні набої до протиповітряної зброї | 4000 | 4000 | у загальному переліку постачання опублікованому 20.07.23 |
| Німеччина          | — | набої до Panzerfaust 3 | 3000 | 3000 | у загальному переліку постачання опублікованому 20.07.23 |
| Німеччина          | набої для пробиття бункерів | набої для пробиття бункерів | 50 | 50 | у загальному переліку постачання опублікованому 20.07.23 |
| Німеччина          | набої до Marder | набої до Marder | — | — | у загальному переліку постачання опублікованому 20.07.23 |
| Велика Британія    | — | артилерійський постріл | 200000 | 200000 | 21.07.23 стало відомо про загальну кількість поставлених артилерійських пострілів                                                                               |
| Іран               | — | 122-мм артилерійський постріл до гаубиці Д-30 | — | — | у загальному переліку іранських боєприпасів які використовують українські військові станом на 30.07.23 (ймовірно поставлені як попередньо конфіскований вантаж) |
| Іран               | OF-462 | 122-мм артилерійський постріл | — | — | у загальному переліку іранських боєприпасів які використовують українські військові станом на 30.07.23 (ймовірно поставлені як попередньо конфіскований вантаж) |
| Іран               | — | 152-мм артилерійський постріл | — | — | у загальному переліку іранських боєприпасів які використовують українські військові станом на 30.07.23 (ймовірно поставлені як попередньо конфіскований вантаж) |
| Іран               | — | 122-мм постріли до РСЗВ БМ-21 «Град» | — | — | у загальному переліку іранських боєприпасів які використовують українські військові станом на 30.07.23 (ймовірно поставлені як попередньо конфіскований вантаж) |
| Іран               | Fadak 2 | 80-мм некеровані авіаційні ракети | — | — | у загальному переліку іранських боєприпасів які використовують українські військові станом на 30.07.23 (ймовірно поставлені як попередньо конфіскований вантаж) |
| Франція            | LU 211 | 155-мм артилерійський постріл | — | — | 31.07.23 помічено в Україні |
| Іспанія            | ERO2A1 | 155-мм збільшеної дальності артилерійський постріл | — | — | 02.08.23 помічено в Україні |
| Велика Британія    | L15A1 | 155-мм артилерійський постріл | — | — | 02.08.23 помічено в Україні |
| Туреччина          | M483A1 | 155-мм артилерійський постріл | — | — | 03.08.23 помічено в Україні |
| Європейський Союз  | — | 155-мм артилерійський постріл | 223800/1000000 | 223800/1000000 | в рамках плану з надання Україні мільйона артилерійських снарядів впродовж 2023 року                                                                            |
| Пакистан           | M107 | 155-мм артилерійський постріл | — | — | 09.08.23 помічено в Україні |
| Болгарія           | 3UBK2 HEAT FRAG | 100-мм протитанковий артилерійський постріл | — | — | у загальному переліку військової допомоги від Болгарії опублікованому 13.08.23                                                                                  |
| Болгарія           | RTB-7MA | термобаричний боєприпас до гранатомету РПГ-7 | — | — | у загальному переліку військової допомоги від Болгарії опублікованому 13.08.23                                                                                  |
| Болгарія           | — | 122-мм постріли до РСЗВ БМ-21 «Град» | — | — | у загальному переліку військової допомоги від Болгарії опублікованому 13.08.23                                                                                  |
| Болгарія           | — | 122-мм артилерійський постріл | — | — | у загальному переліку військової допомоги від Болгарії опублікованому 13.08.23                                                                                  |
| Болгарія           | — | 152-мм артилерійський постріл | — | — | у загальному переліку військової допомоги від Болгарії опублікованому 13.08.23                                                                                  |
| Болгарія           | — | 155-мм артилерійський постріл | — | — | у загальному переліку військової допомоги від Болгарії опублікованому 13.08.23                                                                                  |
| США                | M26 | 155-мм артилерійський постріл | — | — | 17.08.23 стало відомо про можливість постачання |
| Німеччина          | — | 155-мм артилерійський постріл | 30000 | 30000 | 19.09.23 стало відомо про постачання |
| Туреччина          | MKE M1 | 105-мм артилерійський постріл | — | — | 20.11.23 помічено в Україні |
| Чехія              | TB-7GM | термобаричний боєприпас до гранатомету РПГ-7 | — | — | 27.12.23 помічено в Україні |
| Індія              | HE ERFB BB | 155-мм артилерійський постріл | — | — | 03.01.24 вперше помічено боєприпаси виробництва Індії в українських військових                                                                                  |
| Індія              | ERFB-BT | 155-мм артилерійський постріл | — | — | 08.02.24 помічено в Україні |
| Польща             | OF-540 | 152-мм артилерійський постріл | — | — | 09.02.24 помічено в Україні |
| Польща             | M-21FK Feniks | 122-мм постріли до РСЗВ БМ-21 «Град» | — | — | 09.02.24 помічено в Україні |
| Сербія             | Plamen A M63 | 128-мм постріли до РСЗВ RAK-SA-12 | — | — | 10.03.24 були оприлюднені фото використання пострілів у липні 2023 року                                                                                         |
| НАТО               | 13.06.24 стало відомо що НАТО надасть Україні 152 мм снаряди на 377 млн доларів для радянських артилерійських систем на озброєнні Сил оборони України | 13.06.24 стало відомо що НАТО надасть Україні 152 мм снаряди на 377 млн доларів для радянських артилерійських систем на озброєнні Сил оборони України | 13.06.24 стало відомо що НАТО надасть Україні 152 мм снаряди на 377 млн доларів для радянських артилерійських систем на озброєнні Сил оборони України | 13.06.24 стало відомо що НАТО надасть Україні 152 мм снаряди на 377 млн доларів для радянських артилерійських систем на озброєнні Сил оборони України | 13.06.24 стало відомо що НАТО надасть Україні 152 мм снаряди на 377 млн доларів для радянських артилерійських систем на озброєнні Сил оборони України           |
| США                | M483A1 | 155-мм касетний артилерійський постріл | — | — | 09.07.24 помічено в Україні |
| Румунія            | OG-9 | 73-мм граната | — | — | 09.09.24 помічено в Україні |
| Румунія            | HE-15 | 100-мм артилерійський постріл | — | — | 20.09.24 помічено в Україні |
| Велика Британія    | L15A2 | 155-мм збільшеної дальності артилерійський постріл | — | — | 23.09.24 помічено в Україні |
| Швеція             | SgR M/77 | 155-мм збільшеної дальності артилерійський постріл | — | — | 25.09.24 помічено в Україні |
| Югославія          | M57 | 20-мм уламково-фугасний запалювальний постріл | — | — | 01.11.24 помічено в Україні |
| США                | M712 Copperhead | 155-мм снаряд підвищеної точності | — | — | 05.11.24 помічено у користуванні українськими військовими (ймовірно у серпні 2024 року)                                                                         |
| США                | ADAM | система дистанційного мінування | — | — | у грудні 2024 року стало відомо про постачання нових систем дистанційної постановки протипіхотних мін                                                           |
| США                | MOPMS | система дистанційного мінування | — | — | у грудні 2024 року стало відомо про постачання нових систем дистанційної постановки протипіхотних мін                                                           |
| США                | Volcano | система дистанційного мінування | — | — | у грудні 2024 року стало відомо про постачання нових систем дистанційної постановки протипіхотних мін                                                           |
| Німеччина          | — | 35-мм набої до Flakpanzer Gepard | 180000 | 180000 | 06.01.25 стало відомо що Україна замовила в Rheinmetall снаряди                                                                                                 |
| Чехія              | артилерійський постріл | артилерійський постріл | 1600000 | 1600000 | 10.01.25 стало відомо що Чехія впродовж 2024 року поставила Україні 1.5 млн великокаліберних артилерійських пострілів                                           |
| Франція            | LU 211 IM-HB | 155-мм постріл збільшеної дальності | — | — | 22.01.25 помічено в Україні |
| Сербія             | HE 462A1 | 122-мм артилерійський постріл | — | — | 07.03.25 помічено в Україні |
| Чехія              | артилерійський постріл | артилерійський постріл | 1600000+ | 1600000+ | 28.03.25 було оголошено про плани постачання боєприпасів Україні на 2025 рік                                                                                    |
| Німеччина          | 155-мм артилерійський постріл | 155-мм артилерійський постріл | 500000 | 500000 | 04.04.25 стало відомо що 2025 року Німеччина передасть 500 тисяч боєприпасів                                                                                    |
| Чехія              | 122-мм артилерійський постріл | 122-мм артилерійський постріл | 8200 | 8200 | 18.04.25 волонтери зі Словаччини та Чехії в межах проєкту «Munícia pre Ukrajinu» придбали боєприпаси                                                            |
| Словаччина         | 122-мм артилерійський постріл | 122-мм артилерійський постріл | 8200 | 8200 | 18.04.25 волонтери зі Словаччини та Чехії в межах проєкту «Munícia pre Ukrajinu» придбали боєприпаси                                                            |
| Франція            | HE-120-PR14 | 120-мм артилерійський постріл | — | — | 29.05.25 помічено в Україні |
| Німеччина          | — | 35-мм набої до Flakpanzer Gepard | 200000 | 200000 | 21.07.25 стало відомо що України отримає 200 тисяч снарядів для Gepard                                                                                          |

#### Мінометні боєприпаси
| походження і назва   | походження і назва | тип                                             | к-ть    | к-ть    | подробиці |
| -------------------- | ------------------ | ----------------------------------------------- | ------- | ------- | --- |
| Польща               | —                  | 60-мм мінометний постріл                        | —       | —       | згідно оприлюдненої інформації про постачання з Польщі у лютому 2022                                                                                            |
| США                  | J-M49A2            | 60-мм мінометний постріл                        | —       | —       | помічено в Україні 10.07.22 |
| Данія                | BGR M/50           | 120-мм мінометний постріл                       | —       | —       | 15.08.22 помічено в Україні |
| КНР                  | Type 63            | 60-мм мінометний постріл                        | —       | —       | 17.09.22 помічено в українських військових |
| Фінляндія            | JVA 1571           | 120-мм мінометний постріл                       | —       | —       | 06.10.22 помічені в Україні |
| Сербія               | M68P1              | 82-мм мінометний постріл                        | —       | —       | помічені в Україні 30.10.22 |
| Судан                | HE-843B            | 120-мм мінометний постріл                       | —       | —       | 14.12.22 помічено в Україні |
| Ізраїль              | M971               | 120-мм мінометний постріл                       | —       | —       | 17.12.22 помічено в Україні |
| Іспанія              | NT 120             | 120-мм мінометний постріл                       | —       | —       | 15.01.23 помічено в Україні |
| Азербайджан          | 40M11              | 120-мм мінометний постріл                       | —       | —       | 06.02.23 помічено в Україні |
| Пакистан             | M44A2              | 120-мм мінометний постріл                       | —       | —       | 16.03.23 помічено в Україні |
| Португалія           | —                  | 120-мм мінометний постріл                       | 2000    | 2000    | у загальному переліку військової допомоги від Португалії опублікованому 09.06.23                                                                                |
| Португалія           | —                  | 60-мм мінометний постріл                        | —       | —       | у загальному переліку військової допомоги від Португалії опублікованому 09.06.23                                                                                |
| Італія               | 120L BOMBA LEGERRA | 120-мм мінометний постріл                       | —       | —       | 25.06.23 помічено в Україні |
| Сербія               | M62P10             | 120-мм мінометний постріл                       | —       | —       | 29.06.23 помічені в Україні |
| США                  | —                  | мінометний постріл (включаючи 120-мм)           | 345000+ | 345000+ | у загальному переліку військової допомоги від США опублікованому 18.07.23                                                                                       |
| Іран                 | M48                | 120-мм мінометний постріл                       | —       | —       | у загальному переліку іранських боєприпасів які використовують українські військові станом на 30.07.23 (ймовірно поставлені як попередньо конфіскований вантаж) |
| Іран                 | —                  | 82-мм мінометний постріл                        | —       | —       | у загальному переліку іранських боєприпасів які використовують українські військові станом на 30.07.23 (ймовірно поставлені як попередньо конфіскований вантаж) |
| Азербайджан          | 40M10              | 82-мм мінометний постріл                        | —       | —       | 03.08.23 помічено в Україні |
| Болгарія             | HE120M             | 120-мм мінометний постріл                       | —       | —       | у загальному переліку військової допомоги від Болгарії опублікованому 13.08.23                                                                                  |
| Болгарія             | HE120              | 120-мм мінометний постріл                       | —       | —       | у загальному переліку військової допомоги від Болгарії опублікованому 13.08.23                                                                                  |
| Болгарія             | HE82               | 82-мм мінометний постріл                        | —       | —       | у загальному переліку військової допомоги від Болгарії опублікованому 13.08.23                                                                                  |
| Болгарія             | HE-82M             | 82-мм мінометний постріл                        | —       | —       | у загальному переліку військової допомоги від Болгарії опублікованому 13.08.23                                                                                  |
| Болгарія             | HE60 MA            | 60-мм мінометний постріл                        | —       | —       | у загальному переліку військової допомоги від Болгарії опублікованому 13.08.23                                                                                  |
| Чехія                | —                  | мінометний постріл                              | 17400   | 17400   | 10.11.23 стало відомо що загалом Чехія передала Україні 17400 мінометних пострілів                                                                              |
| США                  | M933A1             | 120-мм мінометний постріл з повітряним підривом | —       | —       | 21.12.23 помічено в Україні |
| Сербія               | M73 HE             | 60-мм мінометний постріл                        | —       | —       | 12.02.24 помічено в Україні |
| Боснія і Герцеговина | M62-P3             | 122-мм мінометний постріл                       | —       | —       | 22.02.24 помічено в Україні |
| Косово               | —                  | мінометний постріл                              | —       | —       | 20.03.24 стало відомо про плани постачання від республіки Косово                                                                                                |
| Болгарія             | О-832DU            | 82-мм мінометний постріл                        | —       | —       | 04.06.24 помічені в користуванні українськими військовими |
| Сербія               | М74П1              | 82-мм мінометний постріл                        | —       | —       | 04.06.24 помічені в користуванні українськими військовими |
| Норвегія             | —                  | мінометний постріл                              | —       | —       | 13.06.24 стало відомо що Норвегія передасть Україні велику кількість боєприпасів до мінометів                                                                   |
| Індія                | —                  | 120-мм мінометний постріл                       | —       | —       | 20.09.24 помічено в Україні |
| Нідерланди           | —                  | 120-мм мінометний постріл                       | —       | —       | 25.02.25 помічено в Україні |

#### Міни, гранати та вибухівка
| походження і назва | походження і назва                  | тип                                                | к-ть   | подробиці |
| ------------------ | ----------------------------------- | -------------------------------------------------- | ------ | --- |
| Польща             | RGP-40                              | ручний гранатомет                                  | —      | 05.02.22 анонсована поставка |
| США                | M32 Milkor MGL                      | ручний гранатомет                                  | —      | 04.05.22 було помічено в Україні |
| Франція            | OF 37 HE                            | граната                                            | —      | 15.05.22 було помічено в Україні |
| США                | M67                                 | граната                                            | —      | 15.05.22 було помічено в Україні |
| Португалія         | FMBP m/963                          | граната                                            | —      | 22.05.22 було помічено в Україні |
| США                | M320                                | ручний гранатомет                                  | —      | 23.05.22 було помічено в морських піхотинців |
| Франція            | HPD-2A2                             | протитанкова міна                                  | —      | помічено в Україні 10.07.22 |
| США                | M18                                 | димова граната                                     | —      | помічено в Україні 09.08.22 |
| США                | M430A1 HEDP                         | граната                                            | —      | помічено в Україні 18.08.22 |
| Фінляндія          | Sirpalekäsikranaatti m/50           | граната                                            | —      | помічено в Україні 18.10.22 |
| США                | M32A1                               | ручний гранатомет                                  | —      | помічено в Україні 22.10.22 |
| Пакистан           | заряд для реактивних пострілів M4A2 | заряд для реактивних пострілів M4A2                | —      | 10.01.23 стало відомо про постачання 159-ти контейнерів із 155-мм пострілами, зарядами для реактивних пострілів M4A2, запалами M82 і підривниками PDM |
| Пакистан           | запал M82                           | запал M82                                          | —      | 10.01.23 стало відомо про постачання 159-ти контейнерів із 155-мм пострілами, зарядами для реактивних пострілів M4A2, запалами M82 і підривниками PDM |
| Пакистан           | підривник PDM                       | підривник PDM                                      | —      | 10.01.23 стало відомо про постачання 159-ти контейнерів із 155-мм пострілами, зарядами для реактивних пострілів M4A2, запалами M82 і підривниками PDM |
| Фінляндія          | JVA 0406 sahte 80-16                | димова граната                                     | —      | 25.02.23 помічено в Україні |
| Данія              | Pansermine M/56                     | протитанкова міна                                  | —      | 26.02.23 помічено в Україні |
| США                | Mk14 Mod 0 ASM                      | граната                                            | —      | 02.04.23 помічено в Україні |
| Україна            | ДГ-01                               | димова граната                                     | —      | 07.04.23 помічено у використанні ЗСУ |
| Естонія            | PK-14                               | протитанкова міна                                  | 40000  | 08.06.23 стало відомо про постачання |
| Естонія            | протитанкова міна                   |                                                    | 40000  | 08.06.23 стало відомо про постачання |
| Україна            | ПГОФ-40                             | граната                                            | —      | 20.06.23 стало відомо про постачання фондом Петра Порошенка                                                                                           |
| Німеччина          | DM51A2                              | ручна граната                                      | 100000 | у загальному переліку постачання опублікованому 21.06.23                                                                                              |
| Німеччина          | AT2 DM1399                          | протитанкова міна                                  | 14900  | у загальному переліку постачання опублікованому 21.06.23                                                                                              |
| Німеччина          | DM22                                | протитанкова міна                                  | 14900  | у загальному переліку постачання опублікованому 21.06.23                                                                                              |
| Німеччина          | DM31                                | протитанкова міна                                  | 14900  | у загальному переліку постачання опублікованому 21.06.23                                                                                              |
| Німеччина          | підривник                           | підривник                                          | 5300   | у загальному переліку постачання опублікованому 21.06.23                                                                                              |
| Німеччина          | детонатор                           | детонатор                                          | 350000 | у загальному переліку постачання опублікованому 21.06.23                                                                                              |
| Німеччина          | детонуючий шнур, метрів             | детонуючий шнур, метрів                            | 100000 | у загальному переліку постачання опублікованому 21.06.23                                                                                              |
| США                | M18A1                               | протипіхотна міна                                  | —      | у загальному переліку військової допомоги від США опублікованому 18.07.23                                                                             |
| США                | C-4                                 | вибухова речовина                                  | —      | у загальному переліку військової допомоги від США опублікованому 18.07.23                                                                             |
| США                | M70/M73                             | 155-мм артилерійський постріл оснащений мінами     | 14000+ | у загальному переліку військової допомоги від США опублікованому 18.07.23                                                                             |
| США                | RAAMS                               | 155-мм артилерійський постріл оснащений мінами     | 14000+ | у загальному переліку військової допомоги від США опублікованому 18.07.23                                                                             |
| США                | M433 HEDP                           | 40-мм граната до гранатомета                       | —      | 26.07.23 помічено в Україні |
| Болгарія           | RGD-5                               | граната                                            | —      | у загальному переліку військової допомоги від Болгарії опублікованому 13.08.23                                                                        |
| Болгарія           | GHO-1                               | граната                                            | —      | у загальному переліку військової допомоги від Болгарії опублікованому 13.08.23                                                                        |
| Болгарія           | GHO-2                               | граната                                            | —      | у загальному переліку військової допомоги від Болгарії опублікованому 13.08.23                                                                        |
| Болгарія           | OGi-7MA                             | гранатометний постріл                              | —      | у загальному переліку військової допомоги від Болгарії опублікованому 13.08.23                                                                        |
| Болгарія           | PG-7VT                              | гранатометний постріл                              | —      | у загальному переліку військової допомоги від Болгарії опублікованому 13.08.23                                                                        |
| Болгарія           | RTB-7MA                             | гранатометний постріл                              | —      | у загальному переліку військової допомоги від Болгарії опублікованому 13.08.23                                                                        |
| Болгарія           | OG-9M                               | гранатометний постріл                              | —      | у загальному переліку військової допомоги від Болгарії опублікованому 13.08.23                                                                        |
| Болгарія           | ПГ-7ВЛ                              | 40-мм граната до гранатомета                       | —      | у загальному переліку військової допомоги від Болгарії опублікованому 13.08.23                                                                        |
| Болгарія           | VOG-17M                             | 30-мм граната до гранатомета                       | —      | у загальному переліку військової допомоги від Болгарії опублікованому 13.08.23                                                                        |
| Швеція             | Stridsvagnsmina m/52B               | протитанкова міна                                  | —      | 14.08.23 помічено в Україні |
| Сербія             | M93P1                               | 30-мм граната до гранатомета                       | —      | 28.09.23 помічено в Україні |
| Австралія          | F1                                  | протипіхотна граната                               | —      | 11.11.23 помічено в Україні |
| —                  | TMRP-6                              | протитанкова граната                               | —      | 21.12.23 помічено в Україні |
| Україна            | EFP-S                               | боєприпас для FPV                                  | —      | 10.01.24 стало відомо що в Україні розробили для FPV бронепробивний боєприпас EFP-S                                                                   |
| Україна            | ВНП-50                              | протипіхотна міна                                  | —      | 06.02.04 стало відомо що Україна налагодила виробництво протипіхотних мін                                                                             |
| Данія              | Pansermine M/47                     | протитанкова міна                                  | —      | 19.03.24 помічено в Україні |
| США                | M2A4                                | кумулятивний підривний заряд                       | —      | 20.09.24 стало відомо що Сполучені Штати поставляють українським Силам оборони кумулятивні підривні заряди M2A4                                       |
| Швеція             | ÖF ZONAR 75B                        | підривник                                          | —      | 25.09.24 помічено в Україні |
| США                | Area Denial Artillery Munition      | 155-мм артилерійський постріл оснащений мінами     | —      | 02.12.24 стало відомо що Сполучені Штати надішлють в Україну три різних типи систем дистанційної постановки протипіхотних мін                         |
| США                | Modular Pack Mine System            | переносна система постановки змішаних мінних полів | —      | 02.12.24 стало відомо що Сполучені Штати надішлють в Україну три різних типи систем дистанційної постановки протипіхотних мін                         |
| США                | Volcano                             | система мінування                                  | —      | 02.12.24 стало відомо що Сполучені Штати надішлють в Україну три різних типи систем дистанційної постановки протипіхотних мін                         |
| Україна            | ПТМ-Л1                              | кумулятивна міна                                   | —      | 09.01.25 стало відомо що український оборонно-промисловий комплекс розробив нову кумулятивну міну з ударним ядром                                     |
| Фінляндія          | MPIM Hailstorm mini                 | протипіхотна міна                                  | —      | 20.04.25 помічене використання нового виду мін українськими військовими                                                                               |
| Україна            | протитанкова міна                   | протитанкова міна                                  | —      | 29.04.25 ЗСУ отримали українські протитанкові міни виробництва 2025 року                                                                              |

#### Набої до стрілецької зброї
| походження і тип | походження і тип                    | к-ть      | подробиці                                                                        |
| ---------------- | ----------------------------------- | --------- | -------------------------------------------------------------------------------- |
| Велика Британія  | набої для стрілецької зброї         | 1900000   | 05.09.22 стало відомо про постачання                                             |
| Фінляндія        | набої для стрілецької зброї 7.62-мм | 150000    | 05.09.22 стало відомо про подробиці попередніх постачань                         |
| Люксембург       | 7.62-мм набої для стрілецької зброї | 100000    | у загальному переліку постачання опублікованому 02.12.22                         |
| Люксембург       | 12.7-мм набої                       | 20000     | у загальному переліку постачання опублікованому 02.12.22                         |
| Чорногорія       | 7.62-мм набої для стрілецької зброї | 2300000   | 11.02.23 стало відомо про постачання                                             |
| Канада           | набої для стрілецької зброї         | 2400000   | 11.04.23 стало відомо про постачання                                             |
| Португалія       | 7.62-мм набої для стрілецької зброї | —         | у загальному переліку військової допомоги від Португалії опублікованому 09.06.23 |
| Німеччина        | набої для стрілецької зброї         | 22000000  | у загальному переліку постачання опублікованому 21.06.23                         |
| США              | набої для стрілецької зброї         | 200000000 | у загальному переліку військової допомоги від США опублікованому 27.06.23        |
| Болгарія         | 7.62-мм набої для стрілецької зброї | —         | у загальному переліку військової допомоги від Болгарії опублікованому 13.08.23   |
| Литва            | набої для стрілецької зброї         | 1500000   | 08.09.23 стало відомо що Литва передала Україні півтора мільйона боєприпасів     |
| Чехія            | набої для стрілецької зброї         | 4200000   | 10.11.23 стало відомо що загалом Чехія передала Україні 4.2 мільйона боєприпасів |
| Литва            | набої для стрілецької зброї         | 3000000   | 22.11.23 стало відомо що Литва передала Україні три мільйона боєприпасів         |
| Канада           | набої для стрілецької зброї         | 11000000  | 24.11.23 стало відомо про постачання                                             |
| Велика Британія  | набої для стрілецької зброї         | 4000000   | у новому пакеті допомоги, оголошеному 11.05.24                                   |
| Велика Британія  | набої для стрілецької зброї         | 1000000   | 19.05.24 стало відомо про постачання                                             |
| Велика Британія  | 12.7-мм набої                       | 250000    | 07.07.24 стало відомо про новий пакет військової допомоги від Великобританії     |

#### Постріли до танків
| походження і назва | походження і назва                          | тип                                                        | к-ть   | к-ть   | подробиці |
| ------------------ | ------------------------------------------- | ---------------------------------------------------------- | ------ | ------ | --- |
| Польща             | —                                           | 125-мм постріли до танків                                  | 1770   | 1770   | згідно оприлюдненої інформації про постачання з Польщі у лютому 2022                                                                       |
| Нідерланди         | —                                           | 120-мм постріли до танків                                  | 20000  | 20000  | у переліку допомоги від Нідерландів, станом на 15.02.2023                                                                                  |
| Україна            | —                                           | 125-мм постріли до танків                                  | —      | —      | 14.03.23 стало відомо про виробництво |
| Югославія          | M86                                         | 125-мм постріли до танків                                  | —      | —      | 14.05.23 помічено в Україні |
| США                | —                                           | 125-мм постріли до танків зі збідненим ураном              | —      | —      | 13.06.23 стало відомо про плани постачання                                                                                                 |
| США                | 105-мм постріли до танків                   | 105-мм постріли до танків                                  | 100000 | 100000 | у загальному переліку військової допомоги від США опублікованому 18.07.23                                                                  |
| США                | 120-мм постріли до танків                   | 120-мм постріли до танків                                  | —      | —      | у загальному переліку військової допомоги від США опублікованому 18.07.23                                                                  |
| США                | 125-мм постріли до танків                   | 125-мм постріли до танків                                  | —      | —      | у загальному переліку військової допомоги від США опублікованому 18.07.23                                                                  |
| Німеччина          | DM33A1                                      | 120-мм постріли до танків                                  | —      | —      | у загальному переліку постачання опублікованому 20.07.23                                                                                   |
| Німеччина          | DM33A2                                      | 120-мм постріли до танків                                  | —      | —      | у загальному переліку постачання опублікованому 20.07.23                                                                                   |
| Німеччина          | DM53A1                                      | 120-мм постріли до танків                                  | —      | —      | у загальному переліку постачання опублікованому 20.07.23                                                                                   |
| Німеччина          | IM HE-T                                     | 120-мм постріли до танків                                  | —      | —      | у загальному переліку постачання опублікованому 20.07.23                                                                                   |
| Німеччина          | набої до танків Leopard 1                   | набої до танків Leopard 1                                  | —      | —      | у загальному переліку постачання опублікованому 20.07.23                                                                                   |
| Іран               | OF19                                        | 125-мм постріли до танків                                  | —      | —      | у переліку боєприпасів які використовують українські військові станом на 30.07.23 (ймовірно поставлені як попередньо конфіскований вантаж) |
| Іран               | DIO 3BK18M                                  | 125-мм постріли до танків                                  | —      | —      | 03.09.23 помічено в Україні (ймовірно поставлені як попередньо конфіскований вантаж)                                                       |
| Німеччина          | Mk 324                                      | 120-мм покращені програмовані постріли до танків Leopard 2 | —      | —      | 15.11.23 помічено в Україні |
| Пакистан           | HE FS TK                                    | 125-мм постріли до танків                                  | —      | —      | 26.12.23 помічено в Україні |
| Бельгія            | M393A3-E HESH-T                             | 105-мм постріли до танків                                  | —      | —      | 26.02.24 помічено в Україні |
| Бельгія            | M1060A2/A3 APFSDS-T                         | 105-мм постріли до танків                                  | —      | —      | 26.02.24 помічено в Україні |
| США                | M456A2 HEAT-T                               | 105-мм постріли до танків                                  | —      | —      | 26.02.24 помічено в Україні |
| Велика Британія    | L27 APFSDS                                  | 120-мм постріли до танків зі збідненим ураном              | —      | —      | 11.03.24 помічено в Україні |
| Індія              | 125-мм осколково-фугасні постріли до танків | 125-мм осколково-фугасні постріли до танків                | —      | —      | 28.05.24 помічено в Україні |
| Україна            | ОФ-26Т                                      | 125-мм постріли до танків                                  | —      | —      | 12.07.24 помічено в Україні уламково-фугасні снаряди українського виробництва 2024 року                                                    |
| Індія              | SHELL 125 MM HE1A                           | 125-мм постріли до танків                                  | —      | —      | 15.09.24 стало відомо про використання таких набоїв                                                                                        |

## Трофеї[358]
| походження і тип  | походження і тип                                     | к-ть | подробиці                                                                       |
| ----------------- | ---------------------------------------------------- | ---- | ------------------------------------------------------------------------------- |
| ПГ-15В            | 73-мм набої до БМП-1                                 | —    | 17.07.22 помічено серед трофеїв українських військових                          |
| ОГ-15В            | 73-мм набої до БМП-1                                 | —    | 17.07.22 помічено серед трофеїв українських військових                          |
| ПТКМ-1Р           | протитанкова міна                                    | —    | 10.09.22 помічено в українських військових                                      |
| Рефлекс-М         | керована ракета для ведення вогню з танкової гармати | —    | 12.09.22 помічено серед трофеїв українських військових                          |
| ОФ-540            | 152-мм артилерійський постріл                        | —    | 13.09.22 помічено серед трофеїв українських військових                          |
| ПГ-7ВР            | 93-мм граната до гранатомету                         | —    | 13.09.22 помічено серед трофеїв українських військових                          |
| О-832Д            | 82-мм постріл до міномету                            | —    | 13.09.22 помічено серед трофеїв українських військових                          |
| —                 | 125-мм набої до танків                               | —    | 13.09.22 помічено серед трофеїв українських військових                          |
| 9М-27             | 220-мм постріли до БМ-27 «Ураган»                    | —    | 13.09.22 помічено серед трофеїв українських військових                          |
| ОЗМ-72            | протипіхотна міна                                    | —    | 13.09.22 помічено серед трофеїв українських військових                          |
| ТМ-62             | протитанкова міна                                    | —    | 13.09.22 помічено серед трофеїв українських військових                          |
| 3ОФ26             | 120-мм набої до танків                               | —    | 16.09.22 помічено серед трофеїв українських військових                          |
| ОФ-843Б           | 120-мм постріл до міномету                           | —    | 27.09.22 помічено серед трофеїв українських військових                          |
| Краснополь        | 152-мм керований артилерійський постріл              | —    | 03.10.22 помічено серед трофеїв українських військових                          |
| МОБ ОЛА-8Т        | бронебійна міна спрямованої дії                      | —    | 03.10.22 помічено в українських військових                                      |
| 9M133             | ракета до 9К129 «Корнет»                             | —    | 05.10.22 помічено серед трофеїв українських військових                          |
| 9M133Ф            | ракета до 9К129 «Корнет»                             | —    | 05.10.22 помічено серед трофеїв українських військових                          |
| 3УБМ5             | 115-мм набої до танків                               | —    | 14.10.22 помічено серед трофеїв українських військових                          |
| 3УБМ6             | 115-мм набої до танків                               | —    | 14.10.22 помічено серед трофеїв українських військових                          |
| 3УОФ37            | 115-мм набої до танків                               | —    | 14.10.22 помічено серед трофеїв українських військових                          |
| 3ОФ27             | 115-мм набої до танків                               | —    | 14.10.22 помічено серед трофеїв українських військових                          |
| ТБГ-7ВЛ           | термобарична фугасна граната                         | —    | 27.10.22 помічено серед трофеїв українських військових                          |
| —                 | 122-мм артилерійський постріл                        | —    | 21.01.23 помічено серед трофеїв українських військових                          |
| ПОМ-3 «Медальйон» | протипіхотна міна                                    | —    | 15.04.23 помічено використання трофейних мін для дистанційного мінування з БПЛА |
| РГ-60ТБ           | термобарична граната                                 | —    | 07.05.23 помічено в українських військових                                      |
| РГР               | хімічна граната                                      | —    | 07.05.23 помічено в українських військових                                      |
| РДГ-М             | димова граната                                       | —    | 07.05.23 помічено в українських військових                                      |
| Заря-3            | світлозвукова граната                                | —    | 07.05.23 помічено в українських військових                                      |
| 3ВОФ119           | 120-мм постріл до 2С9 «Нона»                         | —    | 08.06.23 помічено в українських військових                                      |
| 3ОФ50             | 120-мм постріл до 2С9 «Нона»                         | —    | 08.06.23 помічено в українських військових                                      |
| 3ВОФ54            | 120-мм постріл до 2С9 «Нона»                         | —    | 08.06.23 помічено в українських військових                                      |
| ЗБМ-22 «Заколка»  | набої до танків                                      | —    | 09.06.23 помічено в українських військових                                      |
| ЗБМ-27 «Надежда»  | набої до танків                                      | —    | 09.06.23 помічено в українських військових                                      |

## Витрати
На початок березня 2023 Україна витрачала 110 000 артилерійських 155-мм пострілів на місяць, згідно інформації від Financial Times.